# Fermate
Die Fermate (italienisch fermare ‚anhalten‘) ist in der Musik ein Ruhezeichen in Form eines in Notenrichtung offenen Halbkreises mit Punkt in der Mitte an einer Note oder Pause, das auch als Aushaltezeichen verwendet wird, Innehalten in der Bewegung anzeigt oder dem Solisten signalisiert, diese Stelle nach seinem individuellen Bedürfnis zu verzieren. Frühere Benennungen des Zeichens waren Point d’Orgue und Corona oder Coronata.

## Bedeutungen
Die übliche Bedeutung einer Fermate ist, dass der notierte Notenwert bei der Aufführung deutlich verlängert werden soll; dabei ist der Interpret verantwortlich für die Dauer der tatsächlichen Ausdehnung. Beispiele für berühmte Fermaten sind der Anfang der fünften Sinfonie von Beethoven oder die Ouvertüre zur Zauberflöte von Mozart. Einige Komponisten präzisieren ihre Wünsche, indem sie breve (kurz) oder lunga (lang) über dem Fermatenzeichen notieren:
| {\displaystyle breve} | {\displaystyle lunga} |

In modernen Partituren ist das Fermatenzeichen auch in eckiger Form zu finden (umgekippter Kasten mit Punkt), eine lange Fermate wird hier durch mehrere, übereinander positionierte Zeichen dargestellt.
Auch eine Generalpause wird durch die Fermate gekennzeichnet, wenn diese Generalpause nicht streng im Tempo auszuführen ist (etwa in langsamen Sätzen bei Haydn). Über der Fermate wird dann oft G.P. notiert (viele Beispiele bei Anton Bruckner).
Daneben zeigt die Fermate in Orchesternoten von Solokonzerten auch den Beginn der Kadenz an, bei der die übrigen Stimmen schweigen.
In den weit verbreiteten strengen Kanons kennzeichnen Fermaten die Stellen, wo beim Beenden die einzelnen Stimmen stehenbleiben. Eine Verlängerung der Noten oder ein Aushalten ist bei dieser Verwendung des Zeichens nicht gemeint. Beispiele dafür siehe unter Uhrenkanon und O wie wohl ist mir am Abend. Schon im 15. Jahrhundert zeigten Fermaten an den Stimm-Enden eines Kanons an, dass der jeweilige Ton gehalten werden sollte, bis alle Stimmen ihren Schluss erreicht haben.
Fermaten gliedern außerdem Choralsätze, indem sie die Schlussklänge der einzelnen Abschnitte markieren, wobei nicht unbedingt eine Haltepause entstehen muss. Oft findet man sie in älterer Literatur über dem Schlussstrich eines Satzes.

## Darstellung bei Unicode
Die Unicode-Codierungen für die Fermate finden sich im Unicodeblock Notenschriftzeichen.